# Ride the High Iron
Pour plus de détails, voir Fiche technique et Distribution.
Ride the High Iron est un film américain réalisé par Don Weis, sorti en 1956.

## Fiche technique
- Titre : Ride the High Iron
- Réalisation : Don Weis
- Scénario : Milton S. Gelman
- Musique : Melvyn Lenard
- Pays de production : États-Unis
- Format : Noir et blanc - 1,33:1
- Genre : drame
- Durée : 74 minutes
- Date de sortie : 1956

## Distribution
- Don Taylor : Sergent Hugo Danielchik
- Sally Forrest : Elise Vanders
- Raymond Burr : Ziggy Moline
- Lisa Golm : Mme Danielchik
- Otto Waldis : Yanusz Danielchik
- Nestor Paiva : Yard Boss
- Mae Clarke : Mme Vanders
- Maurice Marsac : Maurice